# Gymnocranius
Gymnocranius là một chi cá trong họ Cá hè.
Các loài cá trong chi này phân bố trong khu vực Ấn Độ Dương và tây Thái Bình Dương.

## Các loài
Chi này hiện hành có các loài sau:
- Gymnocranius audleyi J. D. Ogilby, 1916 (Collared large-eye bream)
- Gymnocranius elongatus Senta, 1973 (Forktail large-eye bream)
- Gymnocranius euanus (Günther, 1879) (Japanese large-eye bream)
- Gymnocranius frenatus Bleeker, 1873 (Yellowsnout large-eye bream)
- Gymnocranius grandoculis (Valenciennes, 1830) (Blue-lined large-eye bream)
- Gymnocranius griseus (Temminck & Schlegel, 1843) (Cá bạch điều)
- Gymnocranius microdon (Bleeker, 1851) (Blue-spotted large-eye bream) (Cá tráp)
- Gymnocranius obesus W. J. Chen, Miki & Borsa, 2017[2] (Obese large-eye bream)
- Gymnocranius oblongus Borsa, Béarez & W. J. Chen, 2010
- Gymnocranius satoi Borsa, Béarez, Paijo & Chen, 2013 Blacknape large-eye bream
- Gymnocranius superciliosus Borsa, Béarez, Paijo & Chen, 2013 Eyebrowed large-eye bream.

## Hình ảnh

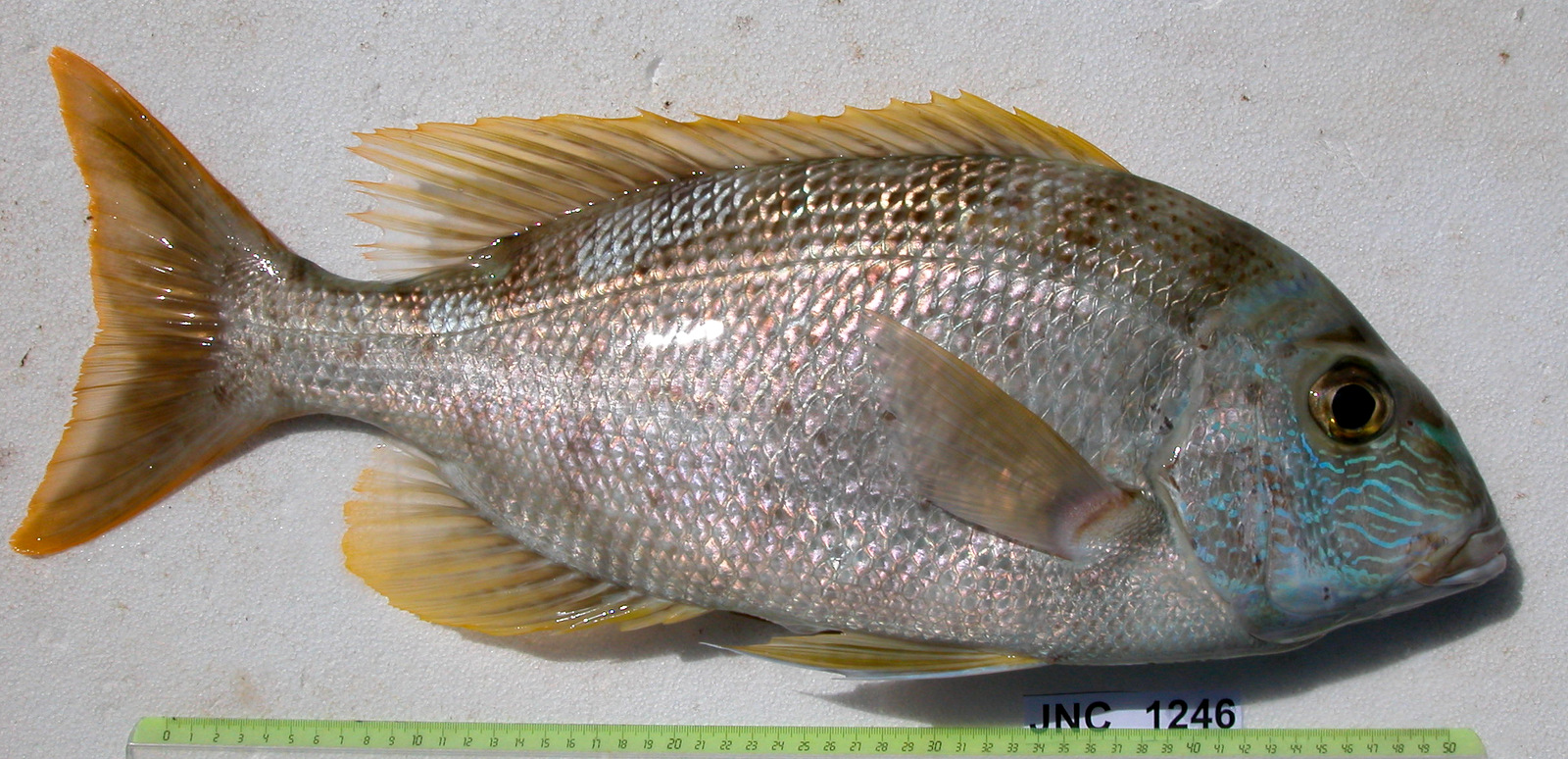
Gymnocranius grandoculis
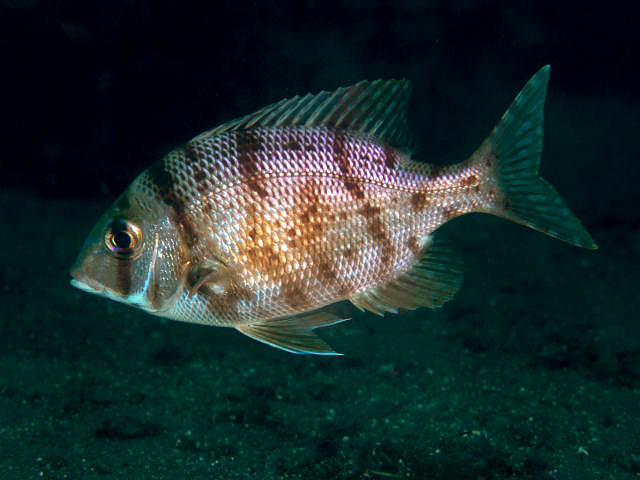
Gymnocranius griseus
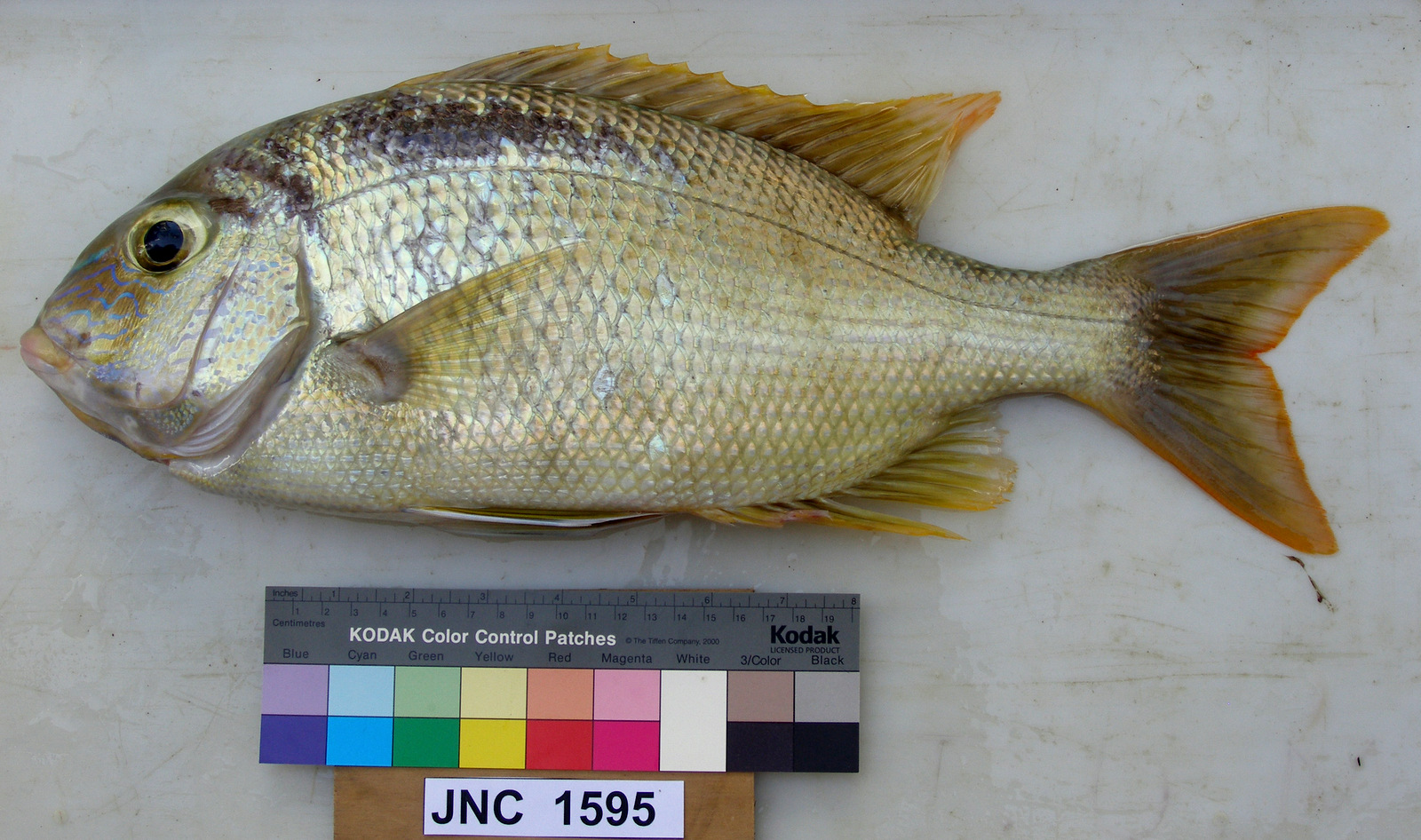
Gymnocranius grandoculis
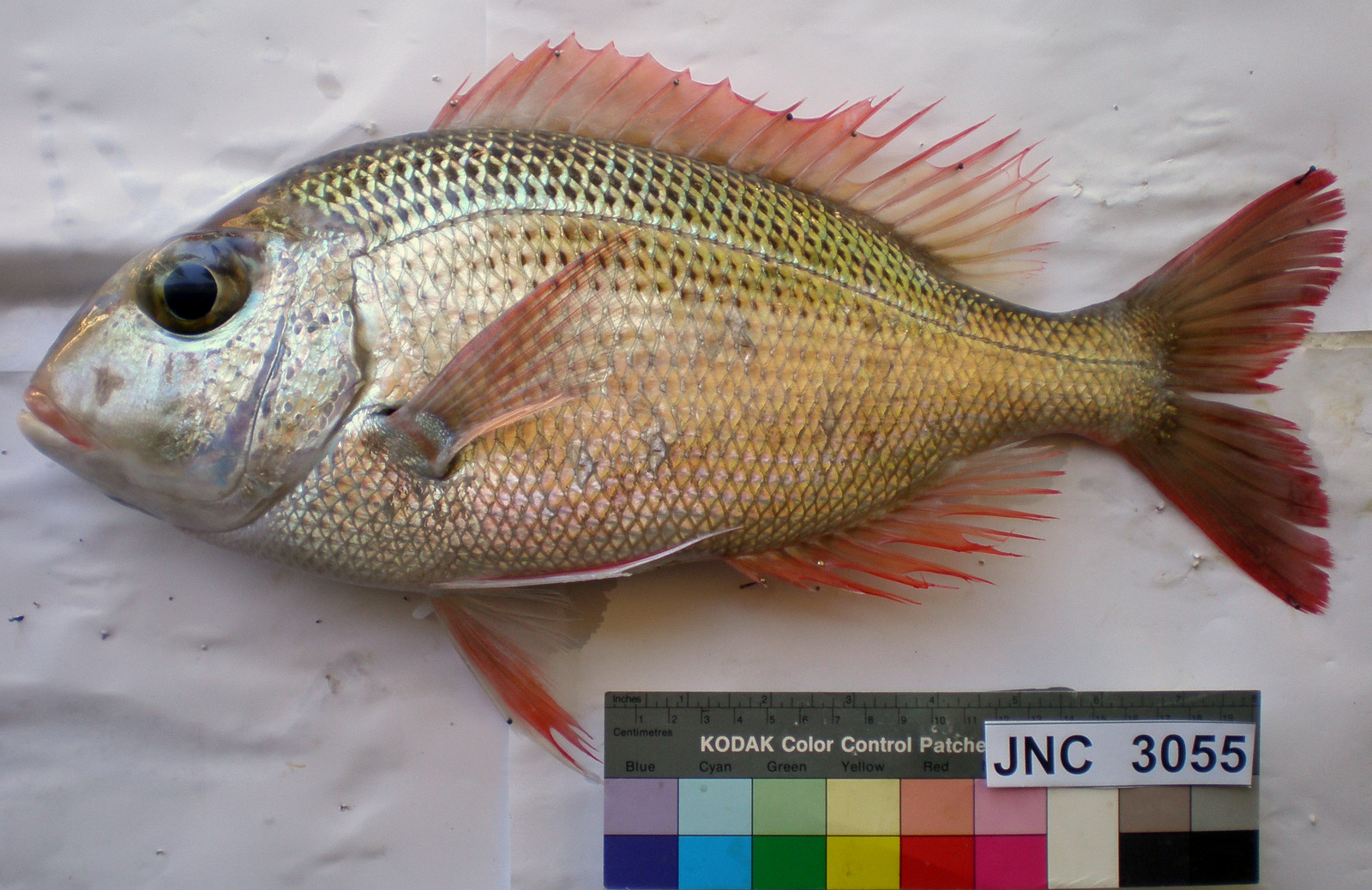
Gymnocranius satoi
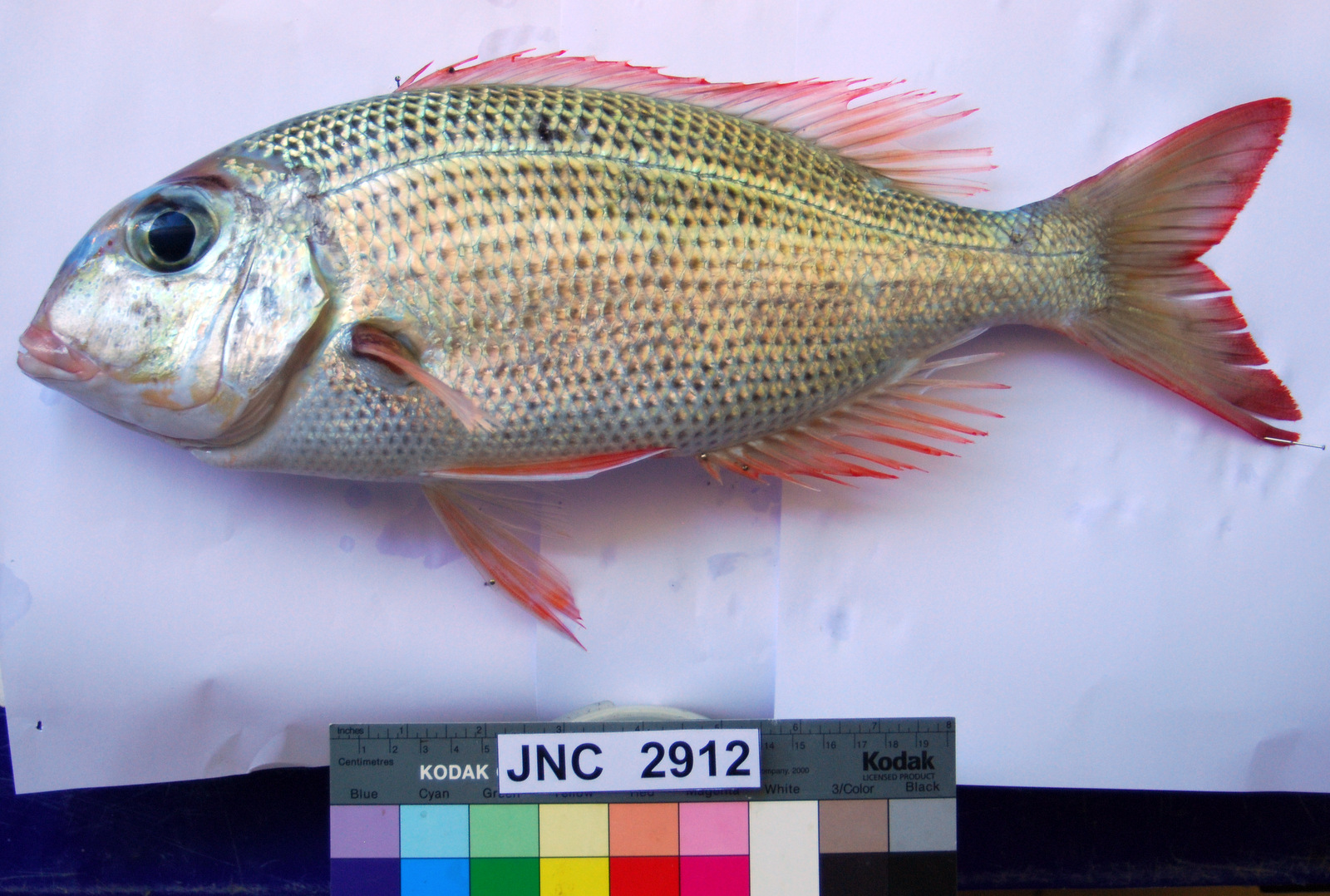
Gymnocranius superciliosus